# Ucrania en los Juegos Paralímpicos de Sochi 2014
Ucrania estuvo representada en los Juegos Paralímpicos de Sochi 2014 por un total de 23 deportistas, 14 hombres y nueve mujeres.

## Medallistas
El equipo paralímpico ucraniano obtuvo las siguientes medallas:
| Nombre                                                     | Deporte        | Evento                                      |
| ---------------------------------------------------------- | -------------- | ------------------------------------------- |
| Oro                                                        |                |                                             |
| Olexandra Kononova                                         | Biatlón        | 12,5 km de pie femenino                     |
| Vitali Lukyanenko                                          | Biatlón        | 7,5 km discapacidad visual masculino        |
| Vitali Lukyanenko                                          | Biatlón        | 12,5 km discapacidad visual masculino       |
| Grigori Vovchinskyi                                        | Biatlón        | 15 km de pie masculino                      |
| Liudmyla Pavlenko                                          | Esquí de fondo | 12 km sentado femenino                      |
| Plata                                                      |                |                                             |
| Olexandra Kononova                                         | Biatlón        | 10 km de pie femenino                       |
| Maxym Yarovyi                                              | Biatlón        | 7,5 km sentado masculino                    |
| Anatoli Kovalevskyi                                        | Biatlón        | 15 km discapacidad visual masculino         |
| Yulia Batenkova                                            | Esquí de fondo | 1 km velocidad de pie femenino              |
| Yulia Batenkova                                            | Esquí de fondo | 5 km de pie femenino                        |
| Yulia Batenkova                                            | Esquí de fondo | 15 km de pie femenino                       |
| Liudmyla Pavlenko                                          | Esquí de fondo | 5 km sentado femenino                       |
| Maxym Yarovyi                                              | Esquí de fondo | 10 km sentado masculino                     |
| Olena Iurkovska Vitali Lukyanenko Iurii Utkin Ihor Reptyuj | Esquí de fondo | 4 × 2,5 km clase abierta                    |
| Bronce                                                     |                |                                             |
| Oxana Shyshkova                                            | Biatlón        | 6 km discapacidad visual femenino           |
| Oxana Shyshkova                                            | Biatlón        | 10 km discapacidad visual femenino          |
| Oxana Shyshkova                                            | Biatlón        | 12,5 km discapacidad visual femenino        |
| Olena Iurkovska                                            | Biatlón        | 6 km sentado femenino                       |
| Olena Iurkovska                                            | Biatlón        | 12,5 km sentado femenino                    |
| Yulia Batenkova                                            | Biatlón        | 6 km de pie femenino                        |
| Liudmyla Pavlenko                                          | Biatlón        | 10 km sentado femenino                      |
| Vitali Lukyanenko                                          | Biatlón        | 15 km discapacidad visual masculino         |
| Olexandra Kononova                                         | Esquí de fondo | 5 km de pie femenino                        |
| Oxana Shyshkova                                            | Esquí de fondo | 1 km velocidad discapacidad visual femenino |
| Maxym Yarovyi                                              | Esquí de fondo | 1 km velocidad sentado masculino            |